# A baba (televíziós sorozat)
A baba (eredeti cím: The Baby) 2022-es brit  horror–vígjátéksorozat, amelyet Lucy Gaymer és Siân Robins-Grace alkotott. A főbb szerepekben Michelle de Swarte, Amira Ghazalla, Amber Grappy, Albie Hills és Arthur Hills látható.
Amerikában 2022. április 24-én, Magyarországon 2022. április 25-én az HBO mutatta be.

## Ismertető
Amikor a 38 éves Natasha váratlanul babát vár, drámai módon összeomlik az élete, amelyben azt csinált, amit és amikor csak akart. Az irányító, manipulatív és erőszakos képességekkel rendelkező baba horrorshow-vá változtatja Natasha életét. Vajon honnan jön? Mit akar? És milyen messzire kell Natashának elmennie, hogy visszakapja az életét? Ő nem akar gyereket. A baba őt akarja.

## Szereplők

### Főszereplők
| Szereplők         | Színész                  | Magyar hang   | Leírás                                                                          |
| ----------------- | ------------------------ | ------------- | ------------------------------------------------------------------------------- |
| Natasha Willams   | Michelle de Swarte       | Gubik Petra   | 38 éves nő, aki soha nem tervez hosszú távra, és váratlanul lesz egy kisbabája. |
| Mrs. Eaves / Nour | Amira Ghazalla           | Pálos Zsuzsa  | A 73 éves "Enigma", aki 50 éve él az autójában.                                 |
| Bobbi Willams     | Amber Grappy             | Kokas Piroska | Natasha húga, aki semmi mást nem szeretne jobban, mint szülő lenni.             |
| A baba            | Albie Hills Arthur Hills | Eredeti hang  | Natasha gyereke.                                                                |

### Mellékszereplők
| Szereplők | Színész           | Magyar hang         |
| --------- | ----------------- | ------------------- |
| Lyle      | Patrice Naiambana | Barabás Kiss Zoltán |
| Barbara   | Sinéad Cusack     | Zsolnai Júlia       |
| Mags      | Shvorne Marks     | Ligeti Kovács Judit |
| Rita      | Isy Suttie        | Andrádi Zsanett     |
| Helen     | Tanya Reynolds    | Kántor Kitty        |
| Nour      | Seyan Sarvan      | Dobó Enikő          |
| Jack      | Karl Davies       | Pásztor Tibor       |
| Fooze     | Divian Ladwa      | Pálmai Szabolcs     |
| Yolanda   | Angela Yeoh       | Erdős Borcsa        |

### Magyar változat
- Bemondó: Zahorán Adrienne
- Magyar szöveg: Pozsgai Rita
- Hangmérnök: Nikodém Norbert
- Vágó: Horváth Miklós
- Gyártás- és produkciós vezető: Balog Gábor
- Szinkronrendező: Galgóczi Adrián

A szinkront a Balog Mix Stúdió készítette el.

## Epizódok
| Sor. | Év. | Cím            | Rendező        | Író                                       | Premier                             |
| ---- | --- | -------------- | -------------- | ----------------------------------------- | ----------------------------------- |
| 1.   | 1.  | The Arrival    | Nicole Kassell | Siân Robins-Grace                         | 2022. április 24. 2022. április 25. |
| 2.   | 2.  | The Seduction  | Stacey Gregg   | Siân Robins-Grace                         | 2022. május 1. 2022. május 2.       |
| 3.   | 3.  | The Bulldozer  | Stacey Gregg   | Sophie Goodhart                           | 2022. május 8. 2022. május 9.       |
| 4.   | 4.  | The Mother     | Faraz Shariat  | Susan Soon He Stanton                     | 2022. május 15. 2022. május 16.     |
| 5.   | 5.  | The Baby       | Faraz Shariat  | Kara Smith                                | 2022. május 22. 2022. május 23.     |
| 6.   | 6.  | The Rage       | Faraz Shariat  | Anchuli Felicia King                      | 2022. május 29. 2022. május 30.     |
| 7.   | 7.  | The Curse      | Ella Jones     | Siân Robins-Grace és Sophie Goodhart      | 2022. június 5. 2022. június 6.     |
| 8.   | 8.  | The Possession | Ella Jones     | Siân Robins-Grace és Anchuli Felicia King | 2022. június 12. 2022. június 13.   |

## A sorozat készítése
2020 augusztusában jelentették be, hogy az HBO berendelte A baba című sorozatot. 2020-ban Robins-Grace, Jane Featherstone, Carolyn Strauss és Naomi de Pear megerősítették, hogy a sorozat vezető producerei. A sorozat gyártói az HBO, a Sky Atlantic, a Sister Pictures és a Gaymer's Proverbial Pictures. Nicole Kassell 2020 decemberében csatlakozott, mint vezető rendező és vezető producer. Stacey Gregg, Faraz Shariat és Elle Jones szintén rendezőként dolgoznak a sorozaton.

### Forgatás
A forgatás 2021. május 31-én kezdődött az Egyesült Királyságban.  A sorozatot 2021 novemberében fejezték be.